# レゾナック
株式会社レゾナック（英: Resonac Corporation）は、東京都港区東新橋（汐留地区）に本社を置く、レゾナック・ホールディングス傘下の大手化学メーカー（樹脂加工・機能性化学）。
旧商号は日立化成株式会社（ひたちかせい、英: Hitachi Chemical Company, Ltd.）で、かつては日立製作所の化学部門が独立した日立グループの代表的企業。旧日立金属・旧日立電線とともに、日立御三家と称されていたが、現在ではいずれも日立グループから離脱した。
2020年4月28日、昭和電工の連結子会社となり、同年10月1日に昭和電工マテリアルズ株式会社（しょうわでんこうマテリアルズ、英: Showa Denko Materials co.,Ltd.）に商号を変更した。2023年1月、昭和電工と統合、事業を承継し商号を株式会社レゾナックに変更。社名は英語の“RESONATE”（共鳴する・響き渡る）と、“CHEMISTRY”（化学）の「C」を組み合せたもの。

## 概要
レゾナック・ブレーキなどを含む約50社、人員23,000人以上を擁するグループを形成している。
日立グループ時代から自主独立して事業運営されており社長も生え抜きである。また、日立グループ時代には日本経済新聞社発表の「優れた会社ランキング」において、毎年、上位にランクインしていたこともあった。
日立グループ時代は春光グループの春光会および春光懇話会、三和グループの三水会およびみどり会の会員企業であったが、日立グループを離脱すると共に、いずれからも離脱している。
2013年には 日立製作所からの分離独立50年を機に商号を日立化成工業から日立化成へと変更した。理由は電子材料や自動車部品、産業用電池などを主な事業としており、「工業」が持つイメージと乖離するためとしている。
2017年3月、経済産業省、東京証券取引所によるなでしこ銘柄に日立ハイテクノロジーズ、日立製作所とともに選定され、また、同じく 経済産業省と東京証券取引所による「SX銘柄2025」にも初選定された。

## 沿革
- 1912年 - 日立製作所が油性ワニスの研究を開始（創業）。
- 1962年 - 日立化成工業株式会社を設立。
- 1963年 - 日立製作所の化学製品部門の営業資産を譲り受け、同時に日立化工を合併して営業開始。
- 1970年10月1日 - 東京証券取引所、大阪証券取引所各2部に上場。
- 1971年 - 東京証券取引所、大阪証券取引所各1部に指定替え。
- 2007年 - 子会社の日立ハウステック（現・ハウステック）の売却を発表。
- 2008年
  - 日立粉末冶金を完全子会社化。
  - 日立グループのライフサイエンス事業強化に向け、日立製作所よりパーソナル・ヘルスケア事業を譲り受ける。
- 2009年 - 伊・ブレンボ社と2年にわたり共同開発を続けていた、高級車向けNAO（ノンアスベストオーガニック）ブレーキパッドの製造技術を同社に供与。
- 2010年4月1日 - 日立粉末冶金の営業、事業企画、研究開発部門を移管統合。
- 2011年 - 樹脂製がいし製造事業を香蘭社に売却[9]。
- 2012年3月30日 - 新神戸電機を完全子会社化。
- 2013年
  - 1月1日 - 日立化成株式会社に商号変更[10]。本社を東京都新宿区西新宿（新宿三井ビル）から東京都千代田区丸の内（グラントウキョウサウスタワー）に移転。
  - 4月 - 新神戸電機の営業、事業企画、研究開発部門を移管統合。なお、電池関連の研究開発は前年10月に統合済。
- 2014年
  - 4月1日 - 日立粉末冶金を吸収合併[11]。
  - 7月25日 - 構造改革と称し1,000人の希望退職者募集を発表。
- 2016年
  - 1月1日 - 新神戸電機及びその子会社である新神戸テクノサービスを吸収合併[12][13]。
  - 4月1日 - 日立化成ポリマー及び日立化成フィルテックを吸収合併[14]。
- 2017年2月13日 - 伊・FIAMM Energy Technology S.p.A（FIAMMの鉛蓄電池事業の分割会社）を連結子会社化[15][16]。
- 2018年
  - 1月4日 - 協和メデックスを連結子会社化。
  - 11月2日 - 半導体材料など幅広い製品で検査不正が行われていたと発表（後述）。
- 2019年12月18日 - 昭和電工が当社の全株式をTOB（株式公開買付け）で取得し、完全子会社化すると発表。当社株式の51.24%を保有する日立製作所はTOBに同意[17]。
- 2020年
  - 4月1日 - フォーム、フェノール樹脂成形材料、複合材料の3事業を日立化成テクノサービスへ、小型フィルムコンデンサを除くコンデンサ事業をエーアイシーSPCへ、それぞれ会社分割により承継[18][19]。同日付でエーアイシーSPCの株式の全ては南通江海电容器股份有限公司に譲渡され、エーアイシーSPCはエーアイシーテック株式会社へ商号変更した。
  - 4月21日 - 昭和電工は当社へのTOBが成立したと発表[20]。
  - 4月28日 - 昭和電工の連結子会社となる[20]。
  - 6月19日 - 東京証券取引所1部上場廃止[21]。
  - 6月23日 - 株式併合により、HCホールディングスの完全子会社となる。
  - 10月1日 - 昭和電工マテリアルズ株式会社に商号変更[22]。小型フィルムコンデンサ事業をTAMC株式会社へ会社分割で承継。同日付でTAMC株式会社の株式の全ては、株式会社タイツウに譲渡された[23]。
- 2021年
  - 8月2日 - 食品包装用ラップフィルム事業を株式会社キッチニスタへ会社分割で承継。同日付で株式会社キッチニスタの株式の全ては、信越ポリマー株式会社に譲渡[24][25]。
  - 9月1日 - プリント配線板事業と子会社の昭和電工マテリアルズ・エレクトロニクス株式会社の事業を、それぞれリンクステック株式会社及びリンクステックサーキット株式会社に会社分割し、両社の株式をポラリス・キャピタル・グループ傘下のPTCJ-Sホールディングス株式会社に譲渡[26]。
  - 12月1日 - 蓄電デバイス・システム事業を会社分割し、新会社の株式と同事業に関連する子会社エナジーシステムサービスジャパン株式会社などの株式を、アドバンテッジ パートナーズ系ファンド傘下のサステナブル・バッテリー・ソリューションズ株式会社に譲渡[27]。
  - 12月31日 - 昭和電工マテリアルズ・エレクトロニクス株式会社及びAAFC Energy Technology株式会社を吸収合併。
- 2023年
  - 1月1日 - 持株会社に移行する昭和電工より事業を承継し、商号を株式会社レゾナックに変更[28]。
  - 7月1日 - 本社をレゾナック・ホールディングスと共に港区の東京汐留ビルディングへ移転[29]。
  - 10月 - 本店所在地を本社所在地と同じ東京都港区東新橋1-9-1へ移転[30] 。
- 2024年
  - 11月18日 - 表面保護フィルム事業を株式会社サンエー化研へ譲渡[31][32]。

## 主要製品
- 半導体用材料
- ディスプレイ・光学関連材料
- 配線板用基板材料
- 配線板用プロセス材料
- リチウムイオン電池用負極材料
- 機能性樹脂・材料
- 成形用樹脂・材料
- 医薬品・ライフサイエンス関連製品
- カーボン・セラミックス
- 機能性フィルム
- 自動車関連製品

## 製造事業所
- 山崎事業所（茨城県日立市、ひたちなか市）
- 五井事業所（千葉県市原市、野田市、茨城県神栖市、徳島県徳島市）
- 下館事業所（茨城県筑西市、結城市）
- 松戸事業所（千葉県松戸市、香取郡多古町）
- 彦根川瀬事業所（滋賀県彦根市）
- 彦根清崎事業所（滋賀県彦根市）
- 徳山事業所（山口県周南市）
- 東長原事業所（福島県会津若松市）
- 伊勢崎事業所（群馬県伊勢崎市）
- 龍野事業所（兵庫県たつの市）
- 横浜事業所（神奈川県横浜市）
- 塩尻事業所（長野県塩尻市）
- 小山事業所（栃木県小山市、大田原市）
- 喜多方事業所（福島県喜多方市）

- 大分コンビナート（大分県大分市）
- 川崎事業所（神奈川県川崎市）
- 千葉事業所（千葉県市原市）
- 秩父事業所（埼玉県秩父市）

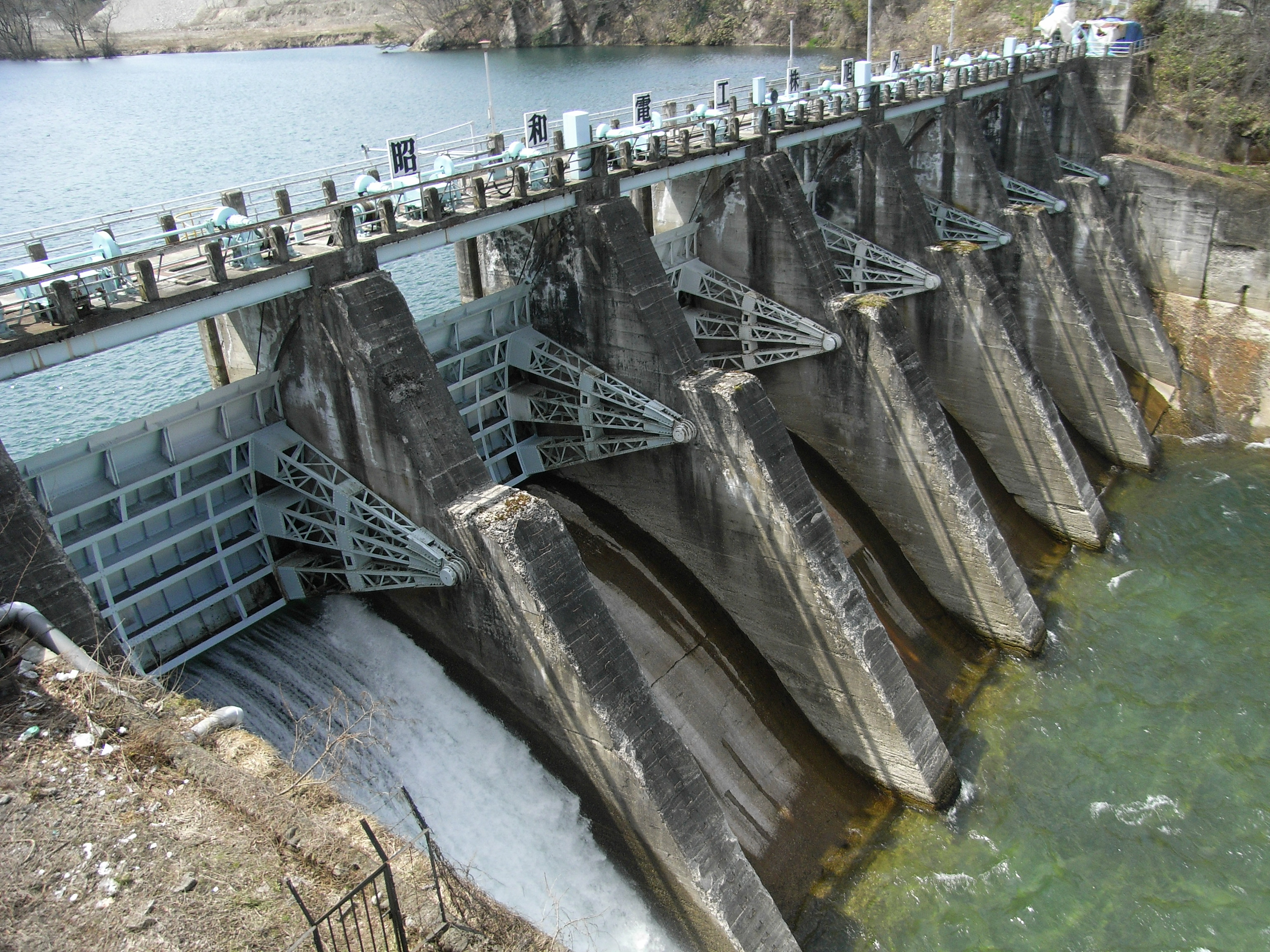
発電用・旭ダム（阿賀野川・福島県下郷町）
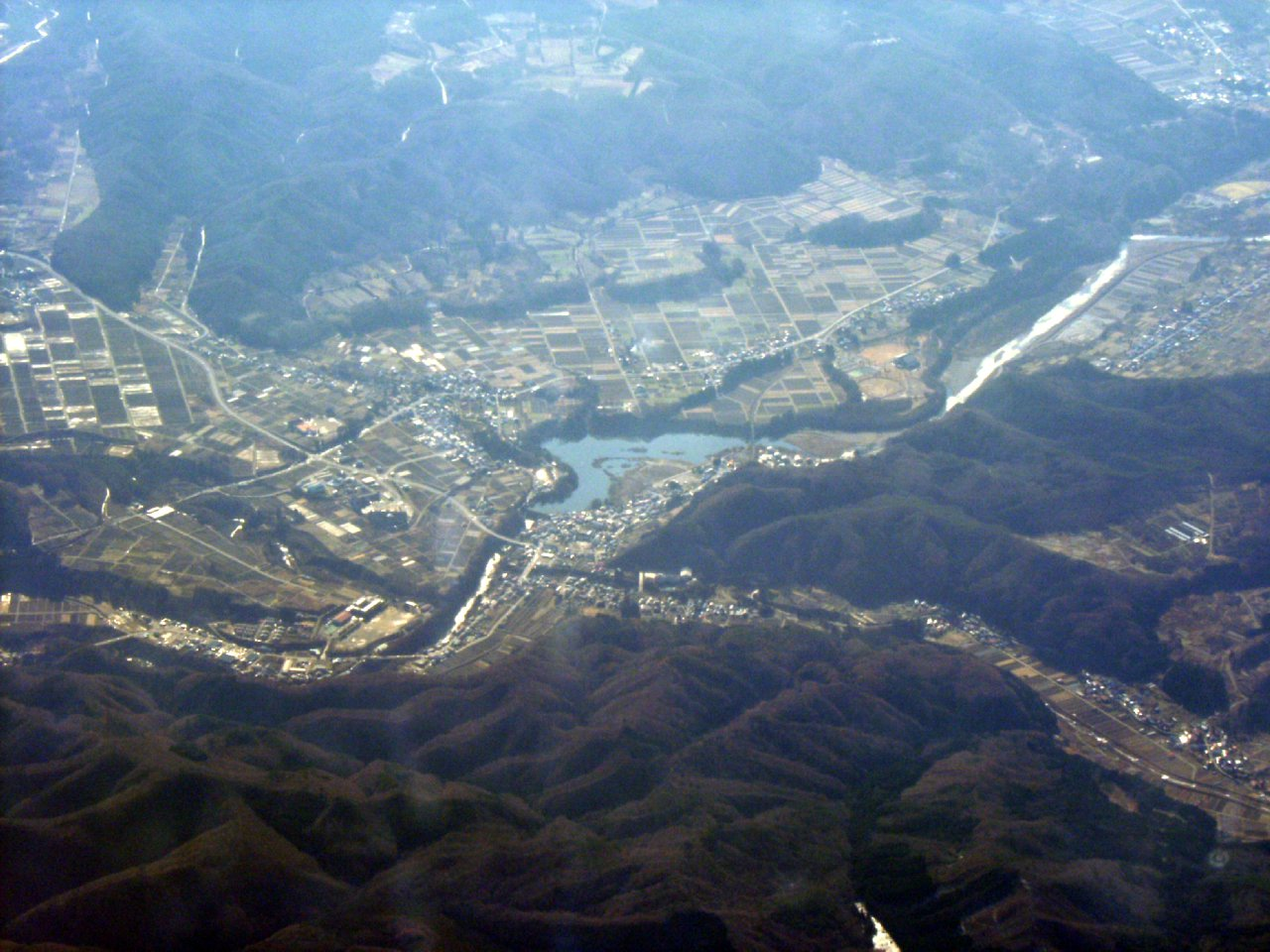
旭ダム湖空撮 ここから湯野上発電所に送水され、発電された電力は喜多方まで送電される。
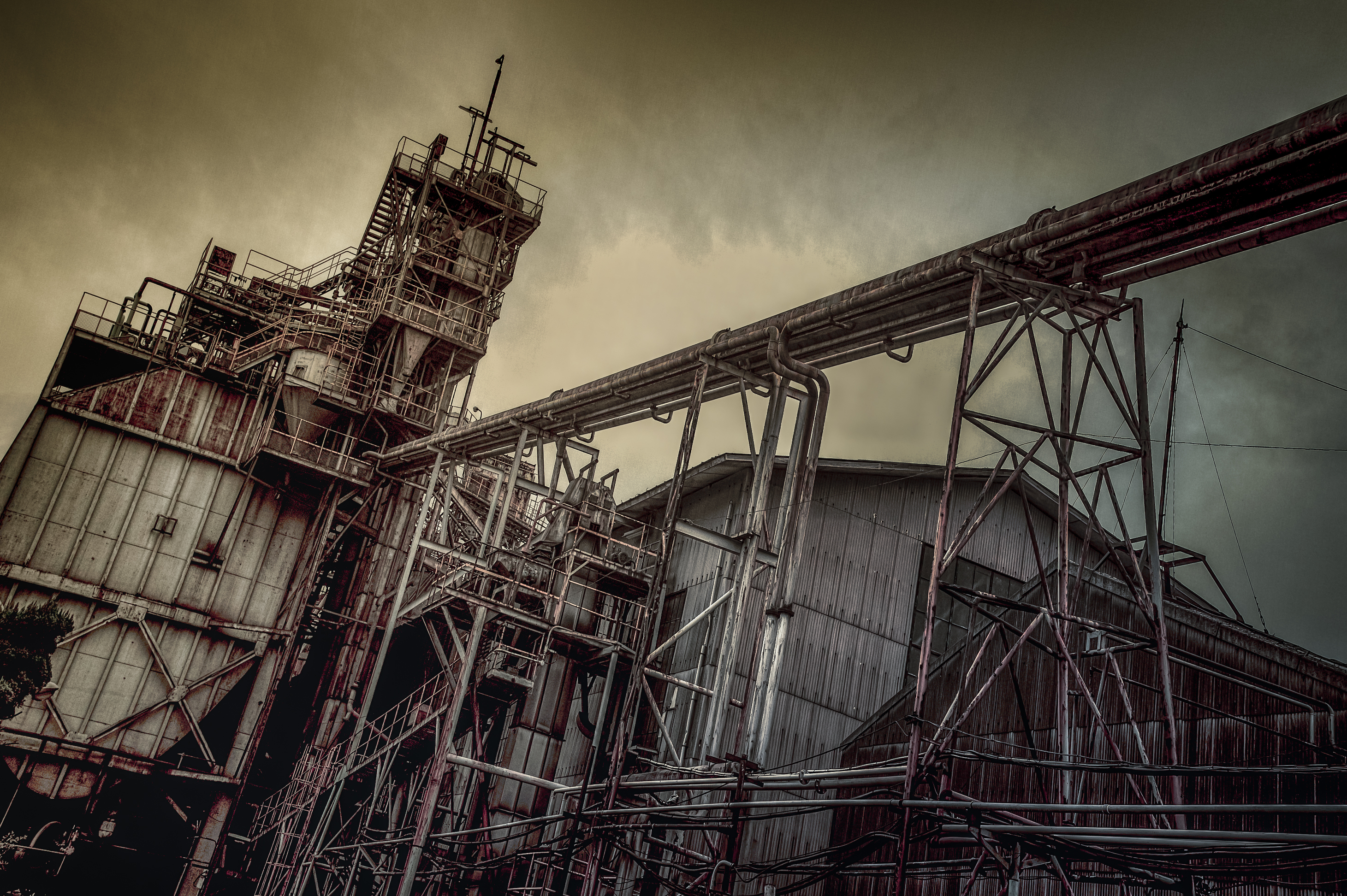
神奈川県横浜市神奈川区恵比須町の横浜事業所

## 研究所
- 先端技術研究開発センタ（つくば、下館（研究所）、山崎、松戸、川崎(大川)、千葉、横浜、小山、喜多方、富山、大町、新川崎）
- 高分子研究所（つくば、下館（研究所）、五井、山崎、共創の舞台、川崎、川崎（大川）、川崎（千鳥）、伊勢崎、龍野、大分、千葉、新川崎
- 計算情報科学研究センター（共創の舞台、つくば）
- パッケージングソリューションセンター

## 実業団
- レゾナック卓球部
  - 全日本卓球選手権 団体の部 優勝（2008年、2009年、2015年、2017年）
  - 日本卓球リーグプレーオフ 優勝（2009年、2012年、2014年、2015年）
  - 全日本実業団卓球選手権 優勝（2014年、2015年、2018年）
  - 2009年 全日本卓球選手権
    - 女子シングルスの部 準優勝 王輝

  - 2010年 全日本卓球選手権（2010年）
    - 女子シングルスの部 優勝 王輝 準優勝 藤沼亜衣

- レゾナックバドミントン部（バドミントンS/Jリーグ 女子所属）

## 関連する人物
主な所属選手
- 石川佳純 - アドバイザリースタッフとして所属
- 森薗美咲
- 牛嶋星羅
- 王輝 - 元卓球選手。
- 藤沼亜衣 - 元卓球選手。
- 渡辺裕子 - 元卓球選手。

## 主要グループ会社
- 株式会社レゾナック・ブレーキ（八王子市） - 旧社名・日本ブレーキ工業株式会社
- 株式会社レゾナック・オートモーティブプロダクツ（田川市）- 旧・昭和電工マテリアルズ・オートモーティブプロダクツ株式会社
- 株式会社レゾナック・アプライドカーボン（日立市）- 旧・昭和電工マテリアルズ浪江株式会社
- 株式会社レゾナック電子材料九州（神埼郡吉野ヶ里町）- 旧・日東電工電子材料九州株式会社
- 株式会社HKSP（日立市）- 旧・日立化成住電パワープロダクツ株式会社
- ミナリスメディカル株式会社（中央区）- 旧・日立化成ダイアグノスティックス・システムズ株式会社。2021年（令和3年）7月、社名変更。
- HDマイクロシステムズ株式会社（文京区）
- 五井化成株式会社（市原市）
- 日化トウチュウ株式会社（筑西市）

- 株式会社レゾナック・ビジネスサービス（大田区）- 旧・昭和電工マテリアルズ・ビジネスサービス株式会社
- 株式会社レゾナック・テクノサービス（日立市）- 旧・昭和電工マテリアルズ・テクノサービス株式会社

- Hitachi Chemical Diagnostics, Inc.（アメリカ）
- HD Microsystems L.L.C.(アメリカ)
- Showa Denko Materials Powdered Metals (USA), Inc.（アメリカ）
- Minaris Regenerative Medicine, LLC.（アメリカ）
- Hitachi Chemical Diagnostics, Inc. （アメリカ）
- Showa Denko Materials Mexico, S.A. de C.V. （メキシコ）
- Minaris Regenerative Medicine GmbH（ドイツ）
- ISOLITE GmbH（ドイツ）
- Showa Denko Materials (Europe) GmbH（ドイツ）
- SD (Shanghai) Co., Ltd.（中国）
- SD Materials (Nantong) Co., Ltd.（中国）
- SD Automotive Products (Zhengzhou) Co., Ltd.（中国）
- SD Materials (Dongguan) Co., Ltd.（中国）
- SD Materials (Suzhou) Co., Ltd.（中国）
- SD Materials (Yantai) Co., Ltd.（中国）
- SD Electronic Materials (Chongqing) Co., Ltd.（中国）
- SD Materials (Shanghai) Co., Ltd.（中国）
- SD Electronic Materials (Guangzhou) Co., Ltd.（中国）
- SD Powdered Metals （Dongguan） Co., Ltd.（中国）
- Foshan J.B. Automotive Products Co., Ltd.（中国）
- Li-Bond Resin (Wuxi) Co., Ltd.（中国）
- SD Electronic Materials (Hong Kong) Limited（香港）
- Showa Denko Materials (Hong Kong) Co., Limited（香港）
- Showa Denko Semiconductor Materials (Taiwan) Co., Ltd.（台湾）
- Showa Denko International (Taiwan) Co., Ltd.（台湾）
- CSB Energy Technology Co., Ltd.（台湾）
- Taiwan First Li-Bond Co., Ltd.（台湾）
- Showa Denko Electronic Materials (Korea) Co., Ltd.（韓国）
- Showa Denko Materials (Johor) Sdn. Bhd.（マレーシア）
- Showa Denko Materials (Singapore) Pte. Ltd.（シンガポール）
- Showa Denko Materials (Asia-Pacific) Pte. Ltd.（シンガポール）
- Showa Denko Materials Automotive Products (Thailand) Company Limited（タイ）
- Showa Denko Materials (Thailand) Co., Ltd.（タイ）
- PT Showa Denko Materials Indonesia（インドネシア）
- Showa Denko Materials (India) Private Limited（インド）

その他
かつてのグループ会社
- 昭和電工マテリアルズ・エレクトロニクス株式会社（筑西市）
- 株式会社山岸エーアイシー（下伊那郡下條村）
- エナジーシステムサービスジャパン株式会社（大田区）

## 不祥事
- 2018年11月2日（発表） - 当社は半導体材料など幅広い製品で検査不正が行われていたと発表。6月末に産業用鉛蓄電池で検査不正があったことを発表しており、7月から特別調査委員会を設け調査を進めた結果、不正が発覚した。新たに判明した検査不正は主力の29製品に及び、2017年度の連結売上高6692億円の約1割、対象顧客は延べ1900社に達する。国内の7事業所全てで不正があり、古くは約10年前から行われた不正もあり、現場の担当者レベルだけでなく、所長が知っていたケースもあった[33]。丸山寿社長（当時）は記者会見にて「全事業所で不正があった。中には10年以上のものもあった」などと説明した[34]。